# فورموست، آلبرتا
فورموست، آلبرتا (به انگلیسی: Foremost, Alberta) یک منطقهٔ مسکونی در کانادا است که در آلبرتا واقع شده‌است. فورموست ۵۴۱ نفر جمعیت دارد و ۸۸۹ متر بالاتر از سطح دریا واقع شده‌است.